# Chile Vamos
Chile Vamos (traduïble al català per Xile Som-hi) és una coalició política xilena que agrupa quatre partits de centredreta i dreta. Va ser fundada l'any 2015 i està composta per Unió Demòcrata Independent, Renovació Nacional i Evópoli. Des de 2022 forma part de l'oposició al govern de Boric.

## Composició
Està conformada per la Unió Demòcrata Independent i Renovación Nacional, partits que formaven part de l'Aliança i les seves diverses denominacions des de 1989, a més d'Evolució Política i el Partit Regionalista Independent Demòcrata —aquest últim creat després de la fusió del PRI amb Democràcia Regional Patagona al 2018 i dissolt al 2022.
Així, els partits que conformen actualment la coalició política són:
| Partit                     | President         | Ideologia                    | Coalició anterior | Escons  |
| -------------------------- | ----------------- | ---------------------------- | ----------------- | ------- |
| Unió Demòcrata Independent | Guillermo Ramírez | Conservadorisme nacionalista | Aliança           | 22 / 48 |
| Renovación Nacional        | Rodrigo Galilea   | Conservadorisme liberal      | Aliança           | 22 / 48 |
| Evolució Política          | Gloria Hutt       | Liberalisme                  | Aliança           | 4 / 48  |

## Línea temporal
Des de 1989 fins 2015 la coalició va tenir els següents noms oficials:
| Nom                      | Anys      | Partits |
| ------------------------ | --------- | --- |
| Democràcia i Progrés     | 1989-1992 | Unió Demòcrata Independent Renovación Nacional |
| Participació i Progrés   | 1992-1993 | Unió Demòcrata Independent Renovación Nacional Partit Nacional |
| Unió pel Progrés de Xile | 1993-1996 | Unió Demòcrata Independent Renovación Nacional Partit Nacional (1993-1994) Unió de Centre Centre (1993-1994) Partit del Sud (1993)                                 |
| Unió per Xile            | 1996-1999 | Unió Demòcrata Independent Renovación Nacional Partit del Sud (1997)                                                                                               |
| Aliança per Xile         | 1999-2004 | Unió Demòcrata Independent Renovación Nacional |
| Aliança                  | 2004-2009 | Unió Demòcrata Independent Renovación Nacional |
| Coalició pel Canvi       | 2009-2012 | Unió Demòcrata Independent Renovación Nacional XilePrimer (2009-2010)                                                                                              |
| Coalició                 | 2012-2013 | Unió Demòcrata Independent Renovación Nacional |
| Aliança                  | 2013-2015 | Unió Demòcrata Independent Renovación Nacional Evolució Política (2012-)                                                                                           |
| Chile Vamos              | 2015-     | Unió Demòcrata Independent Renovación Nacional Evolució Política Partit Regionalista Independent (2015-2018) Partit Regionalista Independent Demòcrata (2018-2022) |

## Governs
Entre 2018 i 2022, Chile Vamos governà el país.

### Presidents de la República
| Nom              | Inici              | Fi                 | Càrrec                    | Votació   | Votació | Votació   | Votació |
| ---------------- | ------------------ | ------------------ | ------------------------- | --------- | ------- | --------- | ------- |
| Sebastián Piñera | 11 de març de 2018 | 11 de març de 2022 | President de la República | 2.417.216 | 36,64%  | 3.795.421 | 54,57%  |

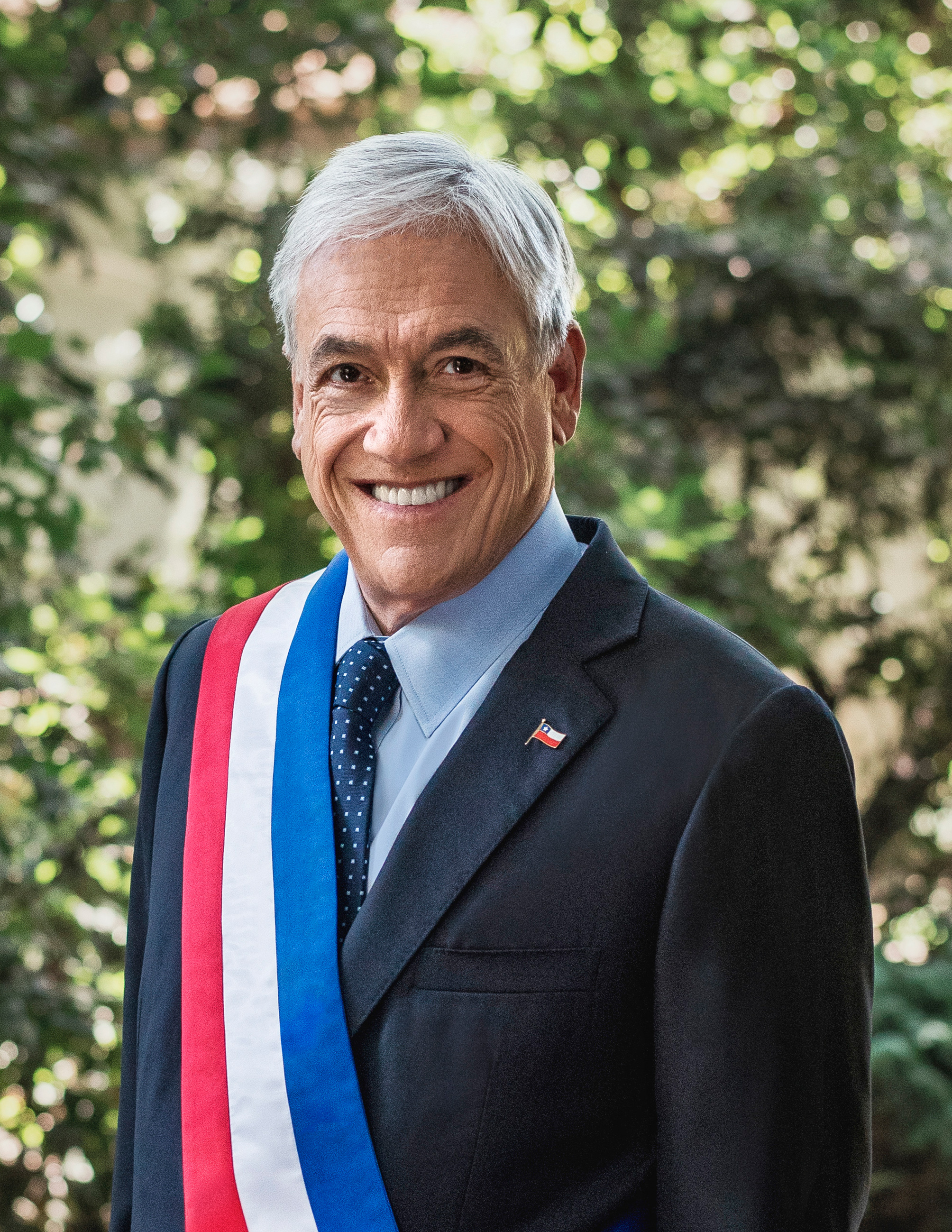
Sebastián Piñera

## Resultats electorals

### Eleccions presidencials
| Any  | Candidat         | 1a volta  | 1a volta | 2a volta                | 2a volta                | Resultat                |
| Any  | Candidat         | Vots      | %        | Vots                    | %                       | Resultat                |
| ---- | ---------------- | --------- | -------- | ----------------------- | ----------------------- | ----------------------- |
| 2017 | Sebastián Piñera | 2.418.540 | 36,64    | 3.796.918               | 54,57                   | Electe                  |
| 2021 | Sebastián Sichel | 898.510   | 12,79    | No passa a segona volta | No passa a segona volta | No passa a segona volta |

### Eleccions parlamentàries
| Any  | Diputats  | Diputats    | Diputats | Senadors  | Senadors    | Senadors |
| Any  | Vots      | %           | Escons   | Vots      | %           | Escons   |
| ---- | --------- | ----------- | -------- | --------- | ----------- | -------- |
| 2017 | 2.321.340 | 38,71 / 100 | 72 / 155 | 628.170   | 37,7 / 100  | 12 / 43  |
| 2021 | 1.609.482 | 25,43 / 100 | 53 / 155 | 1.297.686 | 27,86 / 100 | 24 / 50  |

### Eleccions de consellers regionals
| Any  | Vots      | %           | Escons    |
| ---- | --------- | ----------- | --------- |
| 2017 | 2.408.216 | 41,43 / 100 | 133 / 278 |
| 2021 | 1.800.900 | 29,36 / 100 | 110 / 302 |

### Eleccions de governadors regionals
| Any  | 1a volta  | 1a volta    | 2a volta  | 2a volta    | Governacions |
| Any  | Vots      | %           | Vots      | %           | Governacions |
| ---- | --------- | ----------- | --------- | ----------- | ------------ |
| 2021 | 1.177.571 | 19,4 / 100  | 340.213   | 13,48 / 100 | 1 / 16       |
| 2024 | 2.673.696 | 24,74 / 100 | 4.702.186 | 44,7 / 100  | 6 / 16       |

### Elecciones municipales
| Any  | Alcaldes  | Alcaldes    | Alcaldes  | Regidors  | Regidors    | Regidors    |
| Any  | Vots      | %           | Escons    | Vots      | %           | Escons      |
| ---- | --------- | ----------- | --------- | --------- | ----------- | ----------- |
| 2016 | 1.827.815 | 38,45 / 100 | 145 / 345 | 1.794.792 | 39,49 / 100 | 916 / 2.240 |
| 2021 | 1.650.551 | 26,01 / 100 | 87 / 345  | 1.828.214 | 30,02 / 100 | 772 / 2.240 |

### Eleccions de convencionals constituents
| Any  | Vots      | %           | Escons   |
| ---- | --------- | ----------- | -------- |
| 2021 | 1.173.198 | 20,56 / 100 | 37 / 155 |

### Eleccions de consellers constitucionals
| Any  | Vots      | %           | Escons  |
| ---- | --------- | ----------- | ------- |
| 2023 | 2.064.454 | 21,06 / 100 | 11 / 50 |